# Megachile barbiellinii
Megachile barbiellinii là một loài Hymenoptera trong họ Megachilidae. Loài này được Moure mô tả khoa học năm 1944.